# ニセコ昆布温泉
ニセコ昆布温泉（ニセコこんぶおんせん）は、北海道虻田郡ニセコ町、北海道磯谷郡蘭越町にある温泉で、ニセコ温泉郷の一つ。

## 泉質
- 塩化物泉
- 炭酸水素塩泉
  - 源泉温度39 - 58℃

## 温泉街
ニセコ町と蘭越町にまたがって5軒の温泉旅館・ホテルが点在する。

## 歴史
最古の歴史を持つ宿「鯉川温泉旅館」の開業は1899年（明治32年）である。「鯉川温泉旅館」は2018年（平成30年）2月末を以って、閉館した。
1954年（昭和29年）8月19日、昭和天皇、香淳皇后の行幸啓。ニセコ観光ホテルが行在所（宿泊所）となる。
1958年（昭和33年）11月1日、厚生省告示第327号により、ニセコ温泉郷の一部として国民保養温泉地に指定。

## アクセス
- 函館本線ニセコ駅からニセコバスで約20分。